# Rudoltice
Rudoltice (en allemand : Rudelsdorf) est une commune du district d'Ústí nad Orlicí, dans la région de Pardubice, en République tchèque. Sa population s'élevait à 1 975 habitants en 2024.

## Géographie
Rudoltice se trouve à 4 km au sud-ouest du centre de Lanškroun, à 15 km au sud-ouest d'Ústí nad Orlicí, à 59 km à l'est-sud-est de Pardubice et à 154 km à l'est de Prague.
La commune est limitée par Ostrov au nord, par Lanškroun à l'est, par Luková et Damníkov au sud, et par Rybník et Česká Třebová à l'ouest.

## Histoire
La première mention écrite de la localité date de 1304.

## Patrimoine

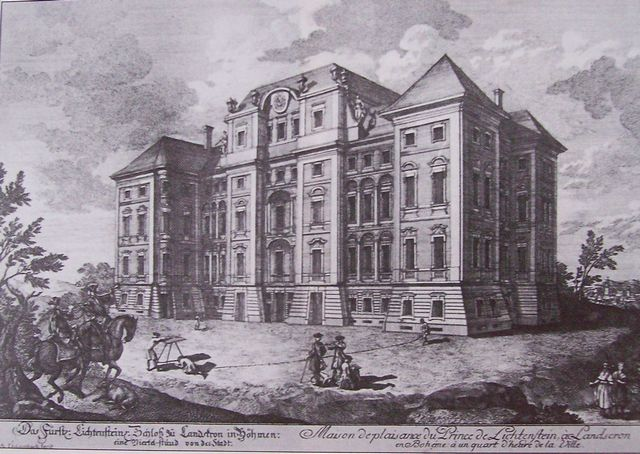
Château de Rudoltice, par Johann Adam Delsenbach.
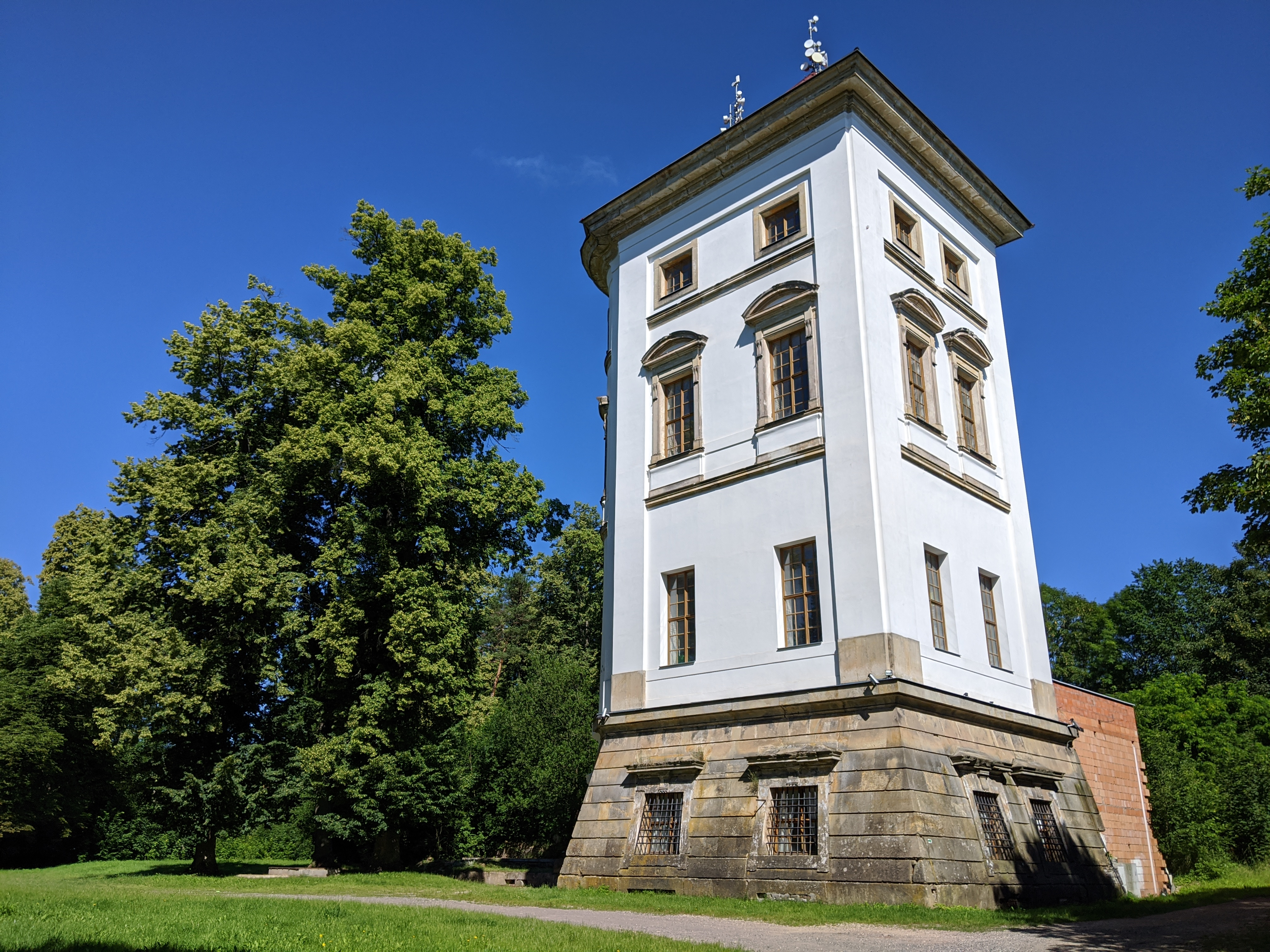
Ruines du château de Rudoltice.

## Transports
Par la route, Rudoltice trouve à 4 km de Lanškroun, à 17 km d'Ústí nad Orlicí, à 78 km de Pardubice et à 195 km de Prague. 